# Effingham Lawrence
Effingham Lawrence (* 2. März 1820 auf Long Island, New York; † 9. Dezember 1878 im Plaquemines Parish, Louisiana) war ein US-amerikanischer Politiker. Im Jahr 1875 vertrat er für einen Tag den Bundesstaat Louisiana im US-Repräsentantenhaus.

## Werdegang
Effingham Lawrence war ein Cousin von Cornelius Van Wyck Lawrence (1791–1861), der zwischen 1833 und 1834 den Staat New York im Kongress vertrat und danach Bürgermeister von New York City wurde. Der jüngere Lawrence besuchte die öffentlichen Schulen seiner Heimat und zog im Jahr 1843 nach Louisiana. Dort wurde er Pflanzer. Außerdem war er an der Zuckerraffinierung beteiligt. Gleichzeitig begann er als Mitglied der Demokratischen Partei eine politische Laufbahn. Er wurde für einige Jahre  Abgeordneter im Repräsentantenhaus von Louisiana.
Bei den Kongresswahlen des Jahres 1872 unterlag er dem Republikaner J. Hale Sypher. Lawrence legte aber gegen den Wahlausgang Widerspruch ein. Diesem wurde am allerletzten Tag der folgenden Legislaturperiode, dem 3. März 1875, stattgegeben. Damit konnte Lawrence für einen Tag sein Mandat im Kongress ausüben. Zu diesem Zeitpunkt war mit Randall L. Gibson längst der nächste Kongressabgeordnete des ersten Distrikts von Louisiana gewählt, der am 4. März das Mandat von Lawrence übernahm.
In den folgenden Jahren widmete sich Effingham Lawrence wieder seinen landwirtschaftlichen Interessen. Er starb am 9. Dezember 1878 auf seiner Magnolia-Plantage im Plaquemines Parish und wurde in New Orleans beigesetzt.